# Ary Abittan
Ary Abittan (ur. 31 stycznia 1974 w Paryżu) – francuski aktor filmowy, teatralny i telewizyjny.

## Wybrana filmografia
- 2008: Tu peux garder un secret ? jako David
- 2009: Pan Coco (Coco) jako Max
- 2009: Tellement proches jako Moshé Benhamou
- 2010: La Fête des voisins jako ojciec Lili
- 2010: Fatal jako David Fontana
- 2011: De l'huile sur le feu jako kelner
- 2012: Dépression et des potes jako Rzymianin
- 2013: La Grande Boucle jako Tony Agnelo
- 2013: Hôtel Normandy jako Yvan Carlotti
- 2013: Niech żyje Francja! (Vive La France) jako Jafaraz Ouèchemagül
- 2014: Za jakie grzechy, dobry Boże? (Qu'est-ce qu'on a fait au Bon Dieu ?) jako David Benichou
- 2015: Robin des bois, la véritable histoire jako Mały John
- 2016: Goście, goście III: Rewolucja (Les Visiteurs : La Révolution) jako Lorenzo Baldini
- 2016: Przymusowe lądowanie (Débarquement immédiat !) jako José Fernandez
- 2017: Czym chata bogata! (À bras ouverts) jako Babik
- 2019: I znowu zgrzeszyliśmy, dobry Boże! (Qu'est-ce qu'on a encore fait au Bon Dieu ?) jako David Maurice Isaac Benichou
- 2021: A oni dalej grzeszą, dobry Boże! (Qu'est-ce qu'on a tous fait au Bon Dieu ?) jako David Maurice Isaac Benichou